# Quarantine - Virus letale
Quarantine - Virus letale (Quarantine) è un film per la televisione statunitense del 2000 diretto da Chuck Bowman.

## Trama
Una nota organizzazione terroristica scatena un virus micidiale modificato nel loro paese. Spetta al presidente degli Stati Uniti d'America Kempers a mantenere l'ordine mentre la ricercatrice della CDC Galen Bronty cerca di sgominare il virus, trovando una cura per la gente.